# Полиамория
Полиамо́рия (англ. polyamory, от др.-греч. πολύς «многочисленный» + лат. amor «любовь») также этичная полигамия — форма согласованной немоногамии, система этических взглядов на любовь, допускающая возможность существования любовных отношений у одного человека с несколькими людьми одновременно с их согласия. Полиаморией также называют практику любовных отношений, воплощающую эти взгляды, а людей, участвующих в таких отношениях, — полиаморами.
Мнения научного сообщества и самих полиаморов насчёт точного определения слова «полиамория» разнятся. Например, неизвестно, называть ли полиаморным человека, который идейно симпатизирует полиамории, но в отношениях из более чем двух человек никогда не состоял. Не следует отождествлять полиаморию с полигамией. В то время как понятие полигамии включает в себя в основном структуру брака, полиамория является более общим понятием, которое описывает формы немоногамии, отличные от многожёнства, многомужества и групповых браков.
Полиамория стигматизирована и многие люди, участвующие в таких отношениях, вынуждены скрывать свою немоногамность.

## Распространённость полиамории
Распространённость полиамории оценивается по-разному в зависимости от того, как именно полиаморию определяют исследователи: как идентичность, форму мировоззрения, статус отношений или договорённость в отношениях. В правительственном исследовании, проведённом в Финляндии в 1992 году, 8,2% респондентов в поле «стиль жизни, который подходит более всего на текущем жизненном этапе» указали варианты, соответствующие отношениям более чем с одним постоянным партнёром, а 8,9% респондентов «согласны или действительно согласны» с утверждением «Я мог бы поддерживать несколько сексуальных взаимоотношений одновременно». Переписи населения в США указывают, что ~1 из 5 респондентов хотя бы раз в жизни принимал участие в консенсуально немоногамных отношениях. Исследование гомосексуальных мужчин из США показало, что 73,74% респондентов участвует в моногамных отношениях, 18,44% — в немоногамных, разрешающих только сексуальные (но не романтические) контакты, и 7,82% — в полиаморных.

## Формы полиамории
Полиаморные отношения принимают различные формы. В поликуле может выделяться «основная» пара, члены которой заводят отношения «на стороне» с согласия партнёра, — иногда такую форму отношений называют открытым браком.  Два человека могут любить одну и ту же персону, но не друг друга. Либо же трое и более участников отношений договариваются строить любые типы отношений между собой, но не с людьми вне своего круга, — это называется поливерностью. Участники полиаморных отношений могут ставить друг друга в известность, если заводят новых сексуальных партнёров — а могут не желать обсуждать партнёров своих партнёров вообще. Из-за разнообразия в количестве партнёров и возможных договорённостей между ними невозможно выделить единую систему, описывающую все виды полиаморных отношений.

## Основные термины полиамории
Люди, участвующие в полиаморных отношениях, могут придерживаться некоторых правил, чтобы поддерживать благоприятную атмосферу в своём союзе. В качестве идеалов полиаморы выделяют честность с собой и с партнёрами, уважение личных границ, исполнение договорённостей и отрицание собственничества. Некоторые полиаморы практикуют радикальную честность (radical honesty) — отказ от лжи и умалчивания.
Полиаморы уделяют большое внимание ревности и её противоположности — комперсии. Комперсией в полиаморных отношениях называется радость за своих партнёров, испытывающих любовь и/или практикующих секс с другими людьми. Если ревность — это ощущение предательства со стороны партнёра, имеющего отношения с другим человеком, то комперсия — радость за него или неё в тех же обстоятельствах. К ревности полиаморы относятся не как к чувству, которое должен удовлетворять другой партнёр, ограничивая свои контакты, а как к сигналу о низкой самооценке ревнующего.

## Символика полиамории

Эмблема полиамории: знак бесконечности на фоне сердца

Для обозначения полиамории используются самые разнообразные символы. Распространённой эмблемой полиамории является синий знак бесконечности (∞) на фоне белого, с красной каймой, сердца (♥).
22 ноября 2023 года было голосование за новый флаг полиамории - Tricolor polyamory pride flag.

Tricolor polyamory pride flag

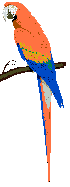
Ray Dillinger. Poly Parrot

В англоязычной среде также популярно использовать для обозначения полиамории изображение попугая. Связь этого изображения с полиаморией осуществляется игрой слов: в английском языке слово polyamory часто сокращается до poly, а Полли (Polly) — распространённое имя для попугая.

Флаг полиамории. Создатель: Джим Эванс

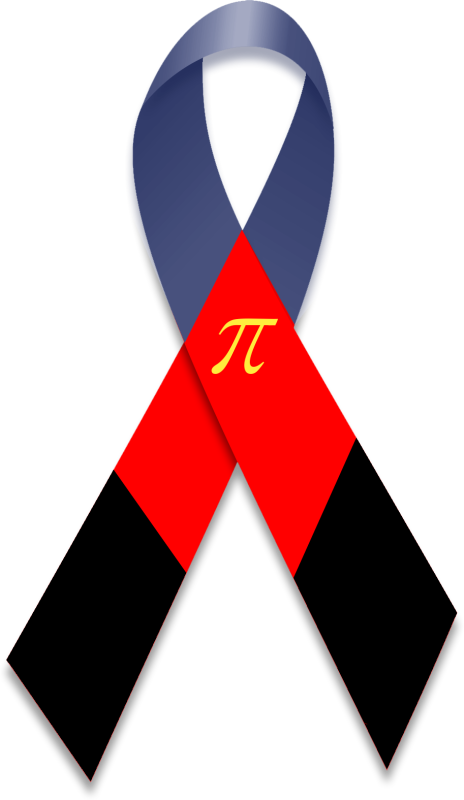
Нагрудный бант с символикой полиамории

В США получил распространение созданный Джимом Эвансом флаг полиамории. Флаг полиамории состоит из трех горизонтальных полос синего, красного и чёрного (в порядке сверху вниз) цветов с греческой буквой π золотого цвета в центре флага. Цвета флага символизируют
- синий — открытость и честность всех партнёров друг с другом;
- красный — любовь;
- чёрный — солидарность с теми, кто вынужден скрывать свои отношения из-за общественного давления.

Золотой цвет греческой буквы π, первой буквы слова «полиамория», символизирует то значение, которое сторонники полиамории придают эмоциональным связям (по сравнению с чисто физическими связями) с остальными людьми, какова бы ни была природа этих связей — дружеской или любовной. Ту же символику имеет и нагрудный бант, созданный на основе флага полиамории.

## Мнения сторонников дестигматизации полиамории
Я считаю, что главная причина, по которой люди негативно относятся к полиамории — это, парадоксальным образом, постоянный или потенциальный провал моногамии. <...> Многие люди ведут себя немоногамно; ещё большее количество людей представляет себя в немоногамных ситуациях. А уж кто-то может предположить, что трудно найти человека, чьи сексуальные мысли всегда относились только к его или её моногамному партнёру.

Оригинальный текст (англ.)I argue that a key reason for the opposition to polyamory is, somewhat paradoxically, the pervasive or potential failure of monogamy. <...> Many people engage in nonmonogamous behavior; many more have nonmonogamous fantasy lives. Indeed, one might go so far as to say that it is the rare person whose sexual thoughts only ever involve his or her partner in monogamy.Monogamy's Law: Compulsory Monogamy and Polyamorous Existence
Участники полиаморных отношений отмечают, что их отношения зачастую удовлетворяют всех участников — или, по крайней мере, приносят им не больше страданий, чем участникам моногамных отношений. Полиаморы подчёркивают, что форма избранных ими отношений помогает её участникам разделить обязанности семейной жизни. К примеру, женщина в полигамных отношениях может оставлять своего ребёнка с другими жёнами своего мужа или сосредоточиться на работе, зная, что часть её «обязанностей» способна взять на себя другая женщина.
Защитники полиаморных отношений часто приводят в пример другие, не любовные и не сексуальные формы человеческих взаимодействий, такие как родительские и дружеские отношения.
Помимо этого, сторонники дестигматизации полиамории указывают на то, что более толерантное отношение к открытым союзам поможет и тем, кто желает для себя сугубо моногамных отношений. По их мнению, возможность выбирать между моно- и полиаморными отношениями уменьшит болезненность и количество измен: люди, желающие иметь несколько партнёров, будут признаваться в этом себе и окружающим и не вступать в неудовлетворяющие их союзы.

## Критика полиаморных отношений
Полиамория может восприниматься как эгоистичная и вредящая практика, которой занимаются незрелые индивиды. Моногамные отношения в таком случае, напротив, считаются как более прочные, доверительные, моральные и не способствующие распространению ЗППП. В некоторых исследованиях романтических отношений неявно полагается, что практики полиаморных отношений редки и/или ненормальны: ревность воспринимается как знак того, что отношения крепки, а респондентам задают вопросы, связанные с партнёром — а не с партнёрами.
Если у участников полиаморных отношений есть дети, то родители могут описываться как безответственные и подающие детям дурной пример. Известен случай Эйприл Дивилбисс (April Divilbiss), которая лишилась прав опеки над ребёнком из-за того, что он воспитывался в полиаморной семье. На тему (без)опасности таких отношений для детей не существует научного консенсуса. С одной стороны, большее количество взрослых, способное присмотреть за ребёнком, может положительно сказаться на его благополучии и уберечь от неприятностей; с другой стороны, нестабильная структура полиаморных отношений может привести к тому, что ребёнок (или дети) будут скучать по покинувшему поликулу «родителю».
Некоторые авторы подчёркивают, что консенсуальная моногамия — и полиамория в частности — может негативно отразиться на женщинах. Так, феминистка Джули Биндел считает, что полиамория — лишь ещё один институт, закрепляющий угнетённое положение женщины перед мужчиной. По мнению другого автора, Конора Фридерсдорфа, институт моногамного брака предотвращает конкуренцию мужчин за женщин и тем самым снижает общий уровень насилия в обществе, следовательно, полиаморные отношения не должны поощряться.

### Религиозная критика
Многие религии осуждают сексуальные отношения вне гетеросексуального брака (или другого играющего его роль союза). Как следствие, отношение этих религий к полиамории по сути оказывается таким же, как и к полигамии: некоторые из них осуждают полигамию, некоторые поддерживают, считая последнюю допустимой формой брака. Однако даже в религиях, в которых полигамия считается допустимой, под ней часто подразумевается строго определённая форма группового брака, как правило, многожёнство. На начало XXI века полигиния распространена в некоторых мусульманских странах, но не признается большинством христианских и иудейских учений. Тем не менее, Ветхий Завет, являющийся основой всех трёх основных авраамических религий, содержит немало упоминаний о полигинии, таких как, например, история царя Соломона. Ни буддизм, ни индуизм не высказываются прямо ни в поддержку, ни против полигамии.

### Полемика о количестве и качестве любви
Критика полиаморных отношений часто основана на утверждениях о количественной и качественной недостаточности любви в полиамории.
Например, тезис о поделенной любви, который часто используется для критики полиамории, утверждает, что когда человек делит свою любовь между несколькими людьми, каждый из них получает лишь часть вместо целого. В своей крайней форме этот тезис утверждает, что любовь не делится вовсе и по-настоящему в каждый момент времени можно любить лишь одного человека. Тезис о поделённой любви опирается на неявное предположение о том, что для любви справедлив закон сохранения: запас любви у одного человека постоянен, и уделяя её часть одному человеку, он тем самым отнимает её у другого. Иногда такой способ рассуждений называют «мальтузианским», поскольку аналогичным образом Томас Мальтус обосновывал идею о том, что рост населения приведёт к голоду на Земле.
Этот тезис подробно обсуждается в книге «Этика бл**ства» авторов Досси Истон и Кэтрин Лист. Многие сторонники полиамории, включая Истон и Лист, отвергают идею о применимости законов сохранения к любви и убеждены, что когда человек дарит свою любовь нескольким людям, её количество и качество вовсе не должно при этом страдать, по сравнению с любовью к одному человеку. Эта точка зрения выражена в афоризме Роберта Хайнлайна «Любовь не делят, её множат»: подразумевается, что новые любовные отношения могут порождать дополнительные количества любви у человека, не отнимая любви от уже имеющихся отношений. В качестве популярной аналогии в этом случае нередко используется пример с детьми: если у человека двое детей, он не начинает любить каждого из них меньше только из-за того, что есть ещё и другой.
Среди приверженцев полиамории распространена также и промежуточная точка зрения, учитывающая, что, несмотря на то, что запасы любви в одном человеке могут быть велики и их может хватать на несколько разных любовных отношений, эти отношения требуют внимания, энергии и времени, запасы которых у человека все же конечны, и с этим следует считаться, ответственно подходя к вопросу о создании новых отношений, и у каждого человека есть предел, после которого само количество существующих любовных отношений начинает наносить урон каждому из них.
Другое распространённое возражение против полиамории утверждает, что тот уровень доверия и крепость связи, которые можно встретить в долговременных отношениях, могут быть достигнуты только в моногамных отношениях, поскольку это возможно лишь если партнёры уделяют друг другу все свои силы внимание и не имеют никаких посторонних связей. Многие сторонники полиамории отвергают этот взгляд, поскольку, основываясь на личном опыте, они считают, что могут достичь того же со всеми своими партнёрами. В качестве дополнительного возражения они приводят довод, что наличие дополнительных партнёров в их отношениях может подорвать доверие не в большей степени, чем наличие у них друзей, и что моногамные пары обычно не распространяют приведённое выше рассуждение на своих друзей.
Среди сторонников полиамории также популярна точка зрения, что дополнительные любовные связи в полиаморных отношениях лишь увеличивают общее количество любви и тем самым существующие в них связи.

### Степень успешности
Полиаморные отношения часто воспринимаются как изначально «непрочные» и «недолговечные». Трудно судить о том, насколько эта точка зрения обоснована, поскольку найти достоверные данные о длительности и успешности полиаморных отношений по сравнению с моногамными крайне непросто. Принципиальной трудностью в сборе таких данных является то, что и моногамные и полиаморные отношения могут возникать, преследуя самые разнообразные цели и у их участников могут быть разные представления о том, что такое «успешность» таких отношений, отличная, вдобавок, от представлений исследователей. Есть и другие факторы, ставящие под сомнение саму возможность получения ответа на этот вопрос. В частности:
- Люди, состоящие в полиаморных отношениях, так же как и многие люди состоящие в нетрадиционных отношениях, часто не афишируют свой образ жизни и то, как они связаны с другими людьми. По этой причине некоторые типы полиаморных отношений и некоторые группы людей, ведущих полиаморный образ жизни, могут быть непропорционально представлены в выборках.
- И в полиаморных, и в моногамных отношениях (в частности, в гражданских браках) критерии успешности отношений могут не обязательно исчерпываться традиционными целями создания прочного союза до гробовой доски, и многие такие отношения меняются или даже прекращают своё существование тогда, когда их участникам кажется, что для этого пришла пора. При этом отношения, обогатившие их участников, могут считаться успешными, даже если их пришлось прекратить.
- Не все связи в полиаморных отношениях, да и в моногамных тоже, длятся всю жизнь, иногда они с самого начала рассматриваются как временные.
- Не всякие отношения, включающие нескольких партнёров, являются полиаморными, в строгом смысле этого слова. Многие такие отношения не основаны на доверии, уважении и общем согласии всех участников.

Поскольку секс и проявления сексуальности будят в людях нешуточные страсти, для многих очень трудно оставаться беспристрастными при попытках оценить степень успешности полиаморных отношений. И сторонники и противники полиаморного образа жизни нередко проявляют при этом склонность к избирательности примеров и доводов (как правило в поддержку своей точки зрения). В частности, человек, не одобряющий определённый тип отношений, может невольно основывать свои выводы обо всем типе таких отношений на известном ему примере неудачных отношений такого типа. Эта предвзятость особенно заметна, когда человек осуждает весь институт брака из-за того, что знакомая ему пара развелась.

## Юридический статус полиамории
В большинстве стран нет юридических запретов на образование многосторонних союзов между взрослыми людьми, включающие в том числе и сексуальные отношения, за возможным исключением имеющихся в некоторых странах ограничений на однополые союзы. Однако в большинстве западных стран браки, объединяющие больше двух человек, невозможны. Более того, во многих странах гражданские союзы не обладают тем же юридическим статусом, как официально зарегистрированный брак. Юридические различия между «официальным» браком и сожительством могут проявляться в вопросах опеки детей, наследования, принятия решений, связанных со здоровьем и жизнью партнеров и т. п. В этом отношении даже в тех странах, где юридических различий между сожительством и официальным браком не существует, статус полиаморных отношений в настоящее время юридического закрепления не имеет. Участники полиаморных отношений с юридической точки зрения представляют собой группу одиночек и состоящих в браке пар, между которыми имеются дополнительные связи («совместное проживание», «сожительство», «интимные отношения»).
В культурной традиции многих стран наличие любовных и/или сексуальных отношений вне моногамного брака является достаточным основанием для развода и наличие таких отношений часто оказывается отягчающим обстоятельством при разводе. Приверженность к полиамории одной из сторон при разводе может породить предвзятое отношение к этой стороне, и в частности, может быть использована в качестве аргумента против этой стороны при решении вопросов об опеке детей, разделе имущества и пр.

## Полиамория в культуре

### В книгах
- Роман «Чужак в чужой стране» описывает особую форму отношений марсиан: те объединяются в «гнёзда» из женщин и мужчин, которые любят друг друга[32].
- В романе «Дом на краю света» Майкла Каннингема полиаморная семья из трёх человек воспитывает ребёнка.
- В романе «Остров» Олдоса Хаксли описывается система взаимоотношений, по всем признакам соответствующая полиаморной.

### На русском языке
- А.С. Ваторопин, Е.Н. Миронова. Процесс институционализации полиаморов как социальной группы // Вестник Сургутского государственного педагогического университета. — 2021. — № 5.

### На английском языке
- Hadar Aviram, Gwendolyn Leachman. The Future of Polyamorous Marriage: Lessons from the Marriage Equality Struggle (англ.) // Harvard Journal of Law and Gender. — 2014. — doi:10.2139/ssrn.2485853.
- Elizabeth F. Emens. Monogamy's Law: Compulsory Monogamy and Polyamorous Existence (англ.) // NYU Review of Law and Social Change : журнал. — 2004. — P. 277–376. — doi:10.2139/ssrn.506242.
- Terri D. Conley, Amy C. Moors, Jes L. Matsick, and Ali Ziegler. The Fewer the Merrier?: Assessing Stigma Surrounding Consensually Non-monogamous Romantic Relationships (англ.) // Analyses of Social Issues and Public Policy. — 2012. — doi:10.1111/j.1530-2415.2012.01286.x .
- Justin J Lehmiller. A Comparison of Sexual Health History and Practices among Monogamous and Consensually Nonmonogamous Sexual Partners (англ.) // The Journal of Sexual Medicine. — 2015. — 22 September. — doi:10.1111/jsm.12987.
- Mogilski, J. K. Jealousy, Consent, and Compersion Within Monogamous and Consensually Non-Monogamous Romantic Relationships (англ.) // Archives of Sexual Behavior. — 2019. — Vol. 48, no. 6. — P. 1811–1828. — doi:10.1007/s10508-018-1286-4.
- Maura I. Strassberg. The Challenge of Post-Modern Polygamy: Considering Polyamory (англ.) // Capital University Law Review. — 2003. — P. 439—563.

### На русском языке
- Вероника Войтышева. Особенности переживания одиночества и избегания близости у молодых людей, состоящих в отношениях моногамного и полиаморного типа // Российский государственный гуманитарный университет. — 2022. — С. 94—105.
- Полиамория. Russian Field (декабрь 2020). Архивировано 4 февраля 2021 года.
- Переводы статей Franklin Veaux Архивировано 30 сентября 2007 года.
- Стивен Броклхерст. "Зачем ограничивать любовь?", или Как живут полиаморы. Русская служба BBC News (6 февраля 2018).
- Елена Мухаметшина. Только ты. И ты. И ты. Русский Newsweek (24 августа 2009). Архивировано из оригинала 27 августа 2009 года. — сокращённый перевод англоязычной статьи Jessica Bennett. Polyamory: The Next Sexual Revolution? (англ.). Newsweek (29 июля 2009). Архивировано 14 августа 2009 года.

### На английском языке
- PolyFamilies: Polyamory for the Practical (англ.). PolyFamilies (2004). — сайт о создании полиаморного хозяйства и воспитании детей в нём. Архивировано 22 апреля 2009 года.
- Loving More (англ.). — ежеквартальный полиаморный журнал, который также проводит две национальные поли-конференции на Восточном и Западном побережьях США, ISSN 1523-5858. Архивировано 5 декабря 2016 года.